# Список винаходів у середньовічному ісламському світі
Список винаходів, відкриттів та наукових досягнень, зроблених у мусульманському світі, особливо під час Золотої доби ісламу, а також у «порохових імперіях»: Османська імперія, Імперія Сефевідів та Імперія Великих Моголів.
Золота доба ісламу — період культурного, економічного та наукового розквіту в історії ісламу, який традиційно датується з восьмого по чотирнадцяте століття. Традиційно вважається, що цей період розпочався за правління аббасидського халіф Гаруна ар-Рашида (786—809) з відкриттям Будинку Мудрості в Багдаді, де вчені з різних куточків світу з різним культурним походженням отримали завдання зібрати і перекласти арабською мовою всі світові класичні знання, після чого почався розвиток у різних галузях науки. Наука і технології в ісламському світі перейняли і зберегли знання і технології від сучасних і попередніх цивілізацій, зокрема Персії, Єгипту, Індії, Китаю і греко-римської античності, водночас здійснивши численні вдосконалення, інновації та винаходи.

## Список винаходів

### Ранні халіфати

#### VII століття
- Газель: Форма ісламської поезії, що виникла на Аравійському півострові наприкінці VII століття[5].

#### VIII століття
- Арабеска: характерний арабесковий стиль був розроблений до XI століття, беручи початок у VIII або IX столітті[6].
- Астролябія з кутовою шкалою: астролябія, винайдена приблизно між 200 і 150 роками до н. е., отримала подальший розвиток у середньовічному ісламському світі, де мусульманські астрономи додали до конструкції кутову шкалу[7] та кола, що вказують азимути на горизонті[8].
- Класифікація хімічних речовин: праці, приписувані Джабіру ібн Хаяну (написані бл. 850—950), та Мухаммеду ібн Закарії ар-Разі (бл. 865—925), містять найдавніші відомі класифікації хімічних речовин.[9]
- Дамаська сталь: дамаські клинки вперше були виготовлені на Близькому Сході зі сталі, імпортованої з Індії[10].
- Сучасний уд: хоча смичкові інструменти існували до ісламу, уд був розроблений в ісламській музиці і став предком європейської лютні[11].
- Сульфур-меркуріальна теорія металів: уперше засвідчена у псевдо-Аполлонія Тянського «Сірр аль-Халіка» («Таємниця творіння», бл. 750—850) та у творах, які приписують Джабіру ібн Хаяну (написані бл. 850—950),[12] сульфур-меркуріальна теорія металів залишатиметься основою всіх теорій складу металів аж до XVIII ст.[13]
- Олов'яна глазур: найдавніші керамічні вироби з олов'яною глазур'ю були виготовлені в Аббасидському Іраку/Месопотамії у VIII ст.[14] Найдавніші фрагменти, знайдені на сьогоднішній день, були розкопані з палацу Самарра приблизно за 80 кілометрів на північ від Багдада.[15]
- Панельний вітряк: найдавніший знайдений вітряк перського походження, винайдений приблизно в VII—IX ст.[16]

#### IX століття
- Алгебра: Аль-Хорезмі вважається батьком алгебри. Слово «алгебра» походить від араб. الجبر (аль-джабр).[17]
- Хімічний синтез органічних сполук: найдавніші відомі інструкції з отримання неорганічної сполуки (нашатир або хлориду амонію) з органічних речовин (таких як рослини, кров і волосся) хімічним шляхом з'являються в роботах, які приписують Джабіру ібн Хаяну (написані бл. 850—950 рр.)[18].
- Посібник з шахів: найдавніший відомий посібник з шахів був виданий арабською мовою і датується 840—850 рр., написаний Аль-Адлі ар-Румі (800—870), відомим арабським шахістом, під назвою Китаб аш-шатрандж (Книга шахів). Під час Золотої доби ісламу було написано багато праць про шатрандж, в яких вперше зафіксовано аналіз дебютів, ігрові задачі, задача про хід коня та багато інших тем, поширених у сучасних шахових книгах.
- Автоматизований колінчастий вал: неручний колінчастий вал з'являється в декількох гідравлічних пристроях, описаних братами Бану Муса в їхній «Книзі геніальних пристроїв»[19]. Ці автоматично керовані колінвали з'являються в декількох пристроях, два з яких містять дію, що наближається до дії колінчастого валу, випереджаючи винахід Аль-Джазарі на кілька століть і його першу появу в Європі більш ніж на п'ять століть.
- Конічний клапан: механізмом, розробленим Бану Муса, що мав особливе значення для майбутніх розробок, був конічний клапан, який використовувався в безлічі різних областях.
- Криптоаналіз і частотний аналіз: у криптології перше відоме записане пояснення криптоаналізу дав Аль-Кінді (також відомий як «Алкіндус» в Європі) в «Рукописі про дешифрування криптографічних повідомлень». Цей трактат містить перший опис методу частотного аналізу[20][21].
- Двотактний клапан: його винайшов Бану Муса, а описаний в їхній праці «Книзі геніальних пристроїв».
- Люстрована кераміка: блискучу глазур наносили на гончарні вироби в Месопотамії в IX столітті; ця техніка незабаром стала популярною в Персії та Сирії.[22]
- Тверде мило: тверде мило з приємним запахом виробляли на Близькому Сході під час Золотої доби ісламу, коли миловаріння стало розвиненою галуззю промисловості. Рецепти миловаріння описані Мухаммедом ібн Закарією ар-Разі (бл. 865—925), який також дав рецепт виробництва гліцерину з оливкової олії. На Близькому Сході мило отримували шляхом взаємодії жирних олій і жирів з лугом. У Сирії мило виробляли з оливкової олії разом з лугом і вапном. Мило експортувалося з Сирії в інші частини мусульманського світу і в Європу[23].
- Психіатричний інститут: у 872 році Ахмед ібн Тулун побудував у Каїрі лікарню, яка надавала допомогу божевільним, включаючи музикотерапію[24].
- Дистиляція гасу: хоча китайці використовували гас шляхом видобутку та очищення нафти, процес дистиляції сирої нафти/нафти на гас, а також інші вуглеводневі сполуки, вперше був описаний у IX столітті перським вченим Разесом. У своїй праці «Кітаб аль-Асрар» («Книга таємниць») лікар і хімік Разі описав два методи виробництва гасу, названого нафт аб'яд («біла нафта»), за допомогою апарату, який називався аламбік[25][26].
- Гасова лампа: перший опис простої лампи, що використовувала сиру нафту, надав перський алхімік Разес у IX столітті в Багдаді, який назвав її «наффата» у своїй «Кітаб аль-Асрар» («Книзі таємниць»)[27].
- Мінарет: перші відомі мінарети з'явилися на початку ІХ століття за часів правління Аббасидів[28].
- Музичний секвенсер і механічний музичний інструмент: виникнення автоматичних музичних інструментів датується IX століттям, коли перські винахідники брати Бану Муса винайшли орган з гідроприводом, що використовував змінні циліндри зі штифтами, а також автоматичну машину для гри на флейті за допомогою пари[29].

- Камал: камал з'явився завдяки арабським мореплавцям кінця IX ст. Винайдення камала дозволило здійснити найдавніше відоме плавання за широтою і, таким чином, стало першим кроком до використання кількісних методів у навігації[30].
- Шербет і безалкогольні напої: на середньовічному Близькому Сході широко вживали різноманітні безалкогольні напої зі смаком фруктів, такі як шербет, які часто підсолоджували такими інгредієнтами, як цукор, сироп і мед. Інші поширені інгредієнти включали лимон, яблуко, гранат, тамаринд, зизифус, сумах, мускус, м'яту і лід.
- Синусоїдальний квадрант: тип квадранта, який використовували середньовічні арабські астрономи, його описав аль-Хорезмі в Багдаді у IX столітті[31].
- Скимітар: вигнутий меч або ятаган був широко розповсюджений на Близькому Сході принаймні з Османського періоду, а перші зразки датуються IX століттям, в Хорасані епохи Аббасидів.
- Цукровий завод: цукрові заводи вперше з'явилися в середньовічному ісламському світі[32]. Спочатку вони приводилися в дію водяними млинами, а потім вітряками з IX і X століть на території сучасних Афганістану, Пакистану та Ірану[33].
- Числа Сабіта: названі на честь Сабіта ібн Курри.
- Дросельний клапан: уперше з'являється в «Книзі геніальних пристроїв» Бану Муси.
- Вітряний млин: перші вітряні млини були побудовані в IX—X століттях на території сучасних Афганістану, Пакистану та Ірану[34].

#### X—XI століття
- Проблема Альхазена: теорема Ібн аль-Хайсама, розв'язана лише в 1997 році Нейманом.
- Арабські цифри: сучасні арабські цифрові символи походять з ісламської Північної Африки в Х столітті. Відмінний західноарабський варіант східноарабських цифр почав з'являтися приблизно в Х столітті в Магрибі та Аль-Андалусі (іноді їх називають губарними цифрами, хоча цей термін не завжди прийнятний), які є прямим предком сучасних арабських цифр, що використовуються в усьому світі.
- Біноміальна теорема: перше формулювання біноміальної теореми і таблиці біноміальних коефіцієнтів можна знайти в роботі аль-Караджі, яку цитує Самуїл Марокканський у своїй праці «Аль-Бахір»[35].
- Інтеграл Коші-Рімана: Ібн аль-Хайсам дав просту форму цього інтеграла[36].
- Десяткові дроби: десяткові дроби вперше використав Абу-ль-Хасан аль-Уклідісі в X столітті[37].
- Авторучка: перша історична згадка про те, що схоже на пір'яну ручку, датується Х століттям. Згідно з Алі Абузаром Марі (пом. 974 р.) у своїй праці «Кітаб аль-Маджаліс ва-ль-мусайарат», фатімідський халіф Аль-Му'їзз-лі-Дін Аллах зажадав ручку, яка б не забруднювала його руки або одяг, і отримав ручку, яка тримала чорнило в резервуарі, що дозволяло тримати її догори дном без протікання.
- Теорема котангенсів: уперше описаний Ібн аль-Хайсамом.
- Мукарна: походження мукарни можна простежити до середини X століття.

- Трикутник Паскаля: перський математик аль-Караджі (953—1029) написав втрачену книгу, яка містила перший опис трикутника Паскаля[38].
- Секстант: перший відомий настінний секстант був побудований в Рей, Іран, Абу-Махмудом аль-Худжанді в 994 р.
- Видобуток сланцевої нафти: у Х столітті арабський лікар Масавай аль-Мардіні описав метод видобутку нафти з «бітумінозного сланцю».
- Закон Снеліуса: уперше закон був точно описаний перським вченим ібн Сахлом на багдадському суді в 984 році. У рукописі «Про палаючі дзеркала та лінзи» ібн Сахл використав цей закон для виведення форм лінз, які фокусують світло без геометричних аберацій.
- Вітряк з вертикальною віссю: невелике вітряне колесо, що приводило в дію орган, описав ще в I столітті Герон Александрійський[39] Перші вітряки з вертикальною віссю були зрештою побудовані в Сістані, Персія. Ці вітряки мали довгі вертикальні приводні вали з лопатями прямокутної форми.[40]